# 生存圏
生存圏（せいぞんけん、ドイツ語: Lebensraum、レーベンスラウム）とは、地政学の用語であり、国家が自給自足を行うために必要な、政治的支配が及ぶ領土を指す。日本語では生空間とも訳される。

## 概要
生存圏とは国家にとって生存（自給自足）のために必要な地域とされており、その範囲は国境によって区分されると考えられている。ただし国家の人口など国力が充足してくれば、より多くの資源が必要となり、生存圏は拡張すると考えられ、またその拡張は国家の権利であるとされている。また生存圏の外側により高度な国家の発展に必要な、経済的支配（必ずしも政治的支配が必要ではない）を及ばせるべきとされる領土を「総合地域」と理論上設定している。近年経済の国際化が進んでおり、自給自足の概念は重視されなくなったため、生存圏理論を国家戦略に反映させることはなくなっている。
生存圏という言葉は、国家社会主義ドイツ労働者党（ナチス）党首アドルフ・ヒトラー著書の「我が闘争」の中で言及された。

## 起源
ゲルマン人には十分な空間が与えられていないとする考え方は、アドルフ・ヒトラーがそれを有名にするずっと前から存在していた。中世期を通して、ドイツの人口圧力はヨーロッパ東方へのドイツ人の入植（東方植民）を押し進めた。「生存圏 (Lebensraum)」という用語をこの意味で最初に用いたのは、地理学者フリードリヒ・ラッツェルで1901年のことだった。この用語は、英仏をモデルにドイツの国家統一と植民地獲得を目指すスローガンとして用いられた。ラッツェルは、民族の発展は主としてその民族がおかれた地理的状況に影響されると考えた。また一つの場所への適応に成功した民族は、当然他の地域にも進出していくと信じていた。こうした考え方は、ラッツェルの動物学の研究や適応の研究にも見て取ることができる。使用可能な空間を埋めていく拡大は、健康な種にとって自然かつ必要な特徴であるとラッツェルは主張した。

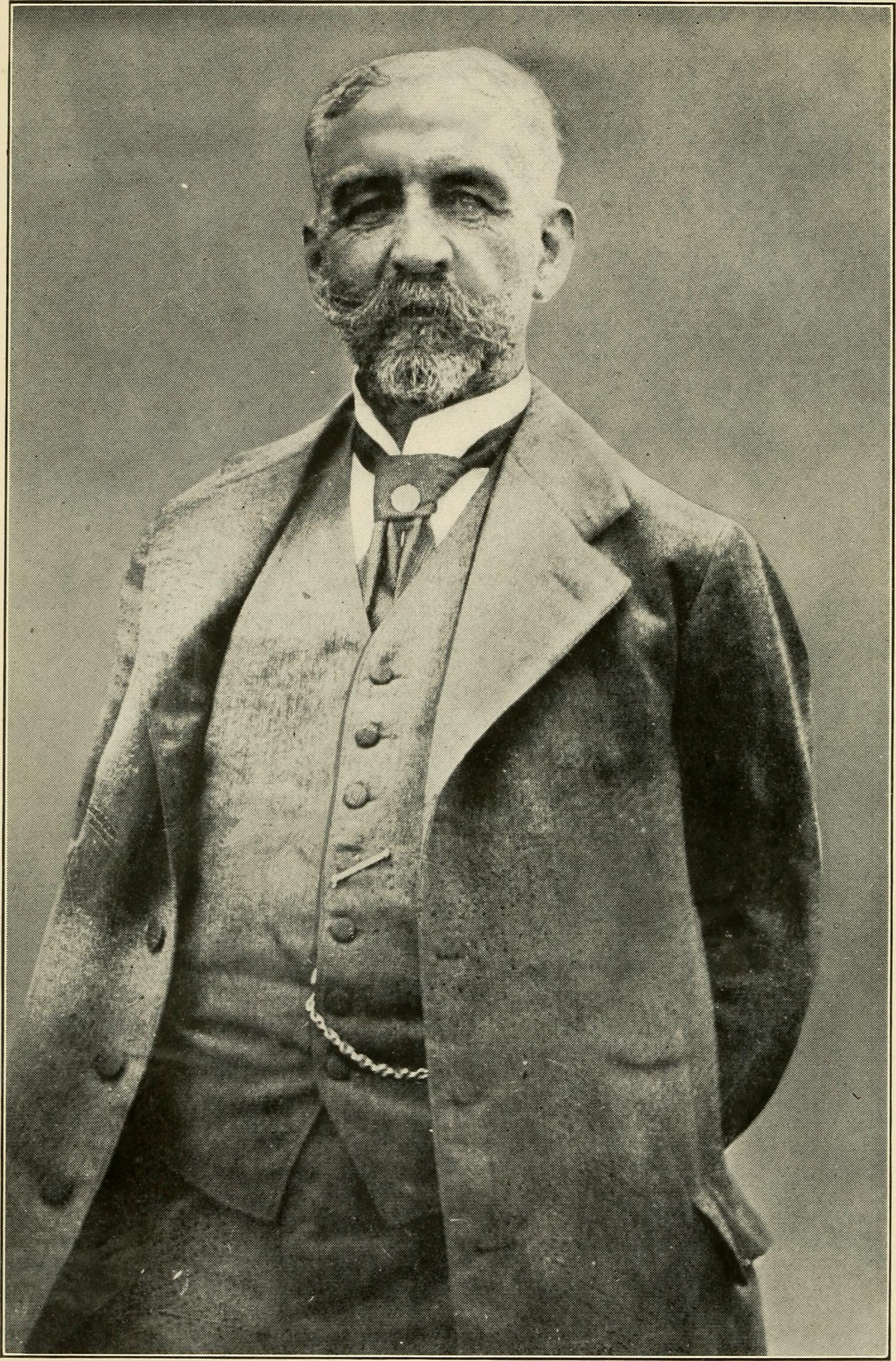
生存圏に言及したベルンハルディ

ラッツェル自身は、ヨーロッパの中での領土拡張ではなく、ドイツ人が移住できる海外植民地が必要であると強調していた。ウォンクリー(Wankly, 1961)は、ラッツェルの理論は科学の前進を企図したものであったが、政治家がそれを政治目的に歪曲したのだ、と述べている。やがて「生存圏」という言葉は、カール・ハウスホーファーやフリードリヒ・フォン・ベルンハルディをはじめ、当時の政治宣伝に利用されるようになり内容が拡張されていった。1911年のベルンハルディの著書『Deutschland und der Nächste Krieg（ドイツと次の戦争）』は、ラッツェルの仮説を拡張し、また初めて明確に東ヨーロッパを新たな空間として名指した。ベルンハルディは、「生存圏」獲得の目的を表明しての戦争は（他の戦争とは異なる）「生物学的必要」であると説き、ラテン人種とスラブ人種に言及して「戦争がなければ、劣等の、あるいは劣化しつつある人種は、これから伸びてゆく健康な要素を容易に窒息せしめるであろう」、「「生存圏」の追求は、単に潜在的な人口学的問題を解消しようとする取り組みにとどまるものではなく、停滞と退化からドイツ人種を守る手段として必要なものである」と述べた。
1914年9月、第一次世界大戦の勝利が手の届くところにあるように見えた頃、ベルリンでは戦後の平和条約のために生存圏計画が導入されていた。「生存圏」の概念は、宰相テオバルト・フォン・ベートマン・ホルヴェーク率いるドイツ政府が戦争目的として密かに承認を与えていたものであった。ドイツの歴史家フリッツ・フィッシャーが発見した当時の公文書には、ドイツの勝利時に「9月計画 Septemberprogramm」の一部としてドイツ政府が検討する政策の一つとして、ポーランドの領土を併合してドイツ人を移住させ、東方への防壁とすることが提案されていた。この人口政策は、公式に採用されることも実行されることもなかった。オーストラリアの歴史家ジョン・モーゼズによれば、フィッシャーの発見の重要性は「生存圏」獲得という目的が1933年のナチス政権の成立の遥か以前からドイツ人の考え方の中にあり、したがって（一部のドイツ人歴史家が主張するように）アドルフ・ヒトラー独自の思想だったとは見なせないことを示したところにあった。「9月計画」は提案として検討はされたが、採用はされなかった。そして、人口の移動が命じられることもなかった。ドイツの歴史家ラファエル・シェックは、「結局政府は、何にも手をつけなかった。9月計画の策定は、経済・軍事エリートたちの意見を知るために命じられたものであった」と結論づけている。
イギリスの歴史家A・J・P・テイラーは、1961年の自著『第二次世界大戦の起源 (The Origins of the Second World War)』に、後から1963年に寄せた序文の中でフィッシャーの発見の意義を強調している。
ドイツ帝国は、リトアニアとポーランドの領土を併合してその住民を強制的に立ち退かせた後、ドイツ人入植者たちを直接入植させようと計画していた。1915年4月には、宰相テオバルト・フォン・ベートマン・ホルヴェークによって、ポーランド国境地域計画が戦争目的として承認された。この計画は1914年にエーリヒ・ルーデンドルフ将軍(陸軍少将)が、最初に提案したものであった。ドイツの歴史家アンドレアス・ヒルグルーバーは、第一次世界大戦下に「生存圏」を求めて東ヨーロッパを確保しようとしたルーデンドルフ将軍の外交政策が、第二次世界大戦におけるドイツの政策の原型となったと主張している。1918年、第一次世界大戦の最中に「生存圏」は現実のものとなりかけた。ロシア革命を経て、共産党政権はドイツとブレスト＝リトフスク条約を結び、広大な領土の割譲と引き換えに戦争から離脱した。このときロシアが放棄した中には、バルト地域、ベラルーシ、ウクライナ、カフカスが含まれていた。しかし、国内の不穏な情勢と西部戦線での敗北によってドイツはこうした有利な条件を失い、ヴェルサイユ条約に従うことになった。ヴェルサイユ体制下では新たな東方のドイツ領は、リトアニア、ポーランド、新しく創設されたエストニア、ラトビア、その他ウクライナに設けられた短命な独立国家群の領土とされた。
ヒルグルーバーは、ブレスト＝リトフスク条約が、ヒトラーの構想した東ヨーロッパにおけるドイツ大帝国の原型であったと論じている。

## 第二次世界大戦における生存圏
ナチス・ドイツにおける東欧への膨張政策の、理論的裏付けとして影響したと考えられている。

### ドイツ
元々は第一次世界大戦前から新興国家であったドイツ国は英米に対抗して東欧に政治的、経済的な影響力を行使するべきであるという膨張主義がなされていた。カール・ハウスホーファーは、駐日ドイツ大使館駐在武官として日本滞在中、日本が戦争を経ずに韓国併合を行ったことを、膨張主義の成功例として着目した。「生存圏」の用語は、ハウスホーファーによるものである。
この膨張主義の影響を受けたアドルフ・ヒトラーは著書『我が闘争』において、ドイツ人のlebensraum(生活圏域、具体的には土地と資源)を東欧に見出しうるのであり、そこに居住しているロシア人をはじめとしたスラヴ系諸民族を（抹殺も含めて）排除し、新たにドイツ人の領土とするべきであると主張した。このヒトラーの主張に基づき、ナチス・ドイツはオーストリア、チェコスロバキア、ポーランドをはじめウクライナ、ベラルーシ、ロシアなど東方における侵攻を政治的、軍事的に推進した。

### 日本
江戸時代後期には、佐藤信淵が、著書『混同秘策』で中国大陸進出を説いている。1930年代の日本においては、満州進出の際に「満蒙は日本の生命線」というスローガンや、大東亜共栄圏の構想が唱えられた。

### ソ連
ドイツや日本のように生存圏の理論においては各国のイデオロギーが反映しており、主観的である。
概念を抽象化すれば、ドイツや日本のみならずスターリン時代のソ連も生存圏の確保に努力した国家と言える。スターリンはドイツと協力し、ポーランド、バルト三国、フィンランドに侵攻している。
ヤルタ会談においてもチャーチルとの間に東欧をソ連の勢力圏に置く約束を交わしている。
これらは、ソ連の安全保障戦略の一環として、自国の周辺を衛星国で固めることを手段として自国の生存圏を確保しようとしている点が上記の二例とは細部が異なる。
ロシアの領域思考もおおよそロシア帝国やソ連時代のままであるため、ウクライナはロシアの影響圏を脱し、独立と自由を保つため西側に入ろうとし、欧州はそれを支持している。隣国の主権を蹂躙するロシアと、抵抗するウクライナの対立が、地域に武力紛争を続発させる要因となっている。

### イタリア
イタリア王国のファシスト党も「生存空間」（spazio vitale）という同様の意味の概念が存在し、領土拡張の野望を端的に表す概念として正当化された。ただしナチスドイツのように民族浄化やジェノサイドを包含していなかった。ベニート・ムッソリーニはイタリア王国による覇権の確立を目指し、「優れた文明の守護者と担い手」であるとともに、ファシスト革命を外国に輸出する使命を自負していた。また、イタリア民族には、征服地を「文明化」（「道徳的、人種的基準、法律および徳と自由を課す」）する使命があるとされた。
かつてのローマ帝国が征服地を属州としたときも、ローマによる「保護国化」と引き換えにみずからの言語や文化を保持したことになぞらえられた。たとえば、ファシストのイデオローグであるジュゼッペ・ボタイは、イタリアの新しい秩序への貢献の中でこの歴史的使命を古代ローマ人の行動と比較し、「新しいイタリア人は、新しい領土に技術と行政スキルを持つ強固な構造を与えられ、知恵をもって教育された芸術で世界を照らすだろう」と述べた。
イタリアにおける生存空間の概念は、イタリア人住民のみで占められる「小空間」と、イタリア王国における少数者人種が住んでいるが当時は他国の領土に属していた「大空間」に分けられた。要するに、イタリアにおける「生活空間」概念とは、イタリア王国（及び帝国主義）が「マーレ・ノストルム」と呼んだ地中海沿岸全域と、北アフリカ全域をイタリアが掌握し、大西洋からインド洋まで勢力圏を構築することにあった。イタリア・ファシズムが「マーレ・ノストルム」に対する広範な野望を明確に示したのは、スペイン内戦に対する積極的な支援政策が初めてであった。戦争資材の調達に60億リラを費やし、35,000人の兵士のうち4,000人の戦死者と11,000人の負傷者を出すという、人的・物的に多額な損失を被った。

## 第二次世界大戦後の生存圏
第二次世界大戦後はナチスの膨張主義に理論的支柱を与えた「生存圏」という概念は、「排他的」であり「各国各民族協栄」の概念から離れるものとして捨てられた。
ヨーロッパ連合が生存圏に例えられることがある。それに関してドイツは不快感を前面に示している。